# John Fowler & Co.

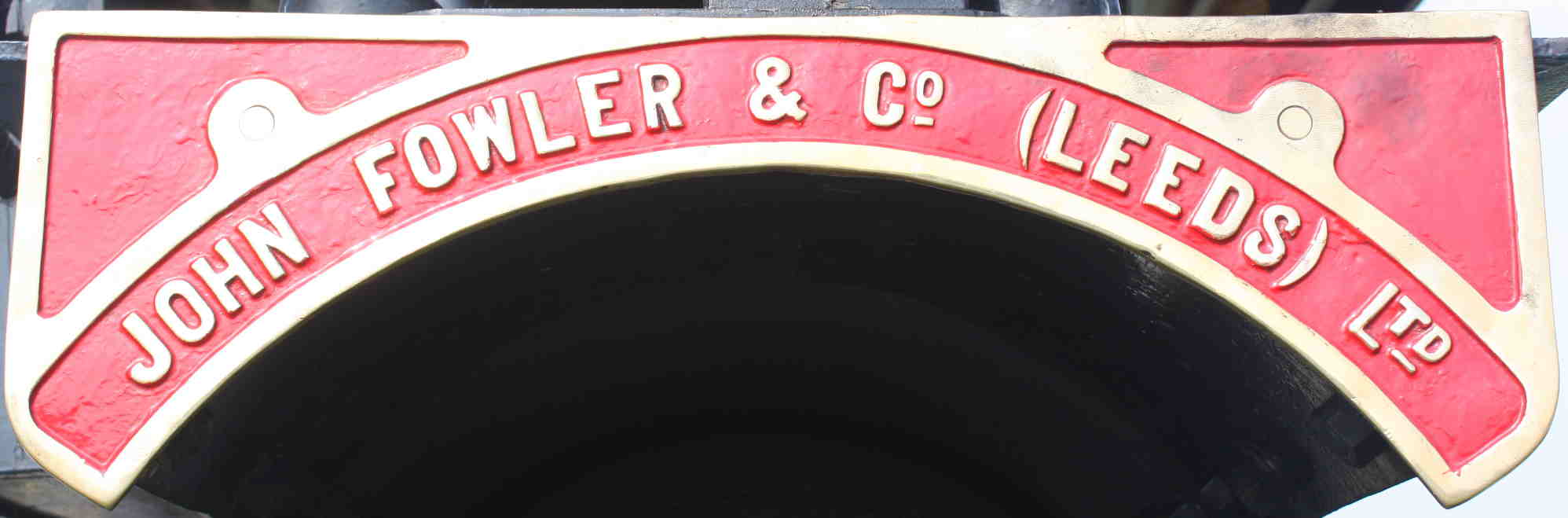
Firmenzeichen auf einem Schaustellerfahrzeug

John Fowler & Company (Leeds) Ltd. war ein britischer Landmaschinen- und Nutzfahrzeughersteller aus Leeds. Das 1862 von John Fowler (1826–1864) gegründete Unternehmen produzierte u. a. zwischen 1931 und 1935 Lastkraftwagen mit Dieselmotor.

## Geschichte und Produkte
Fowler stellte seit der Unternehmensgründung dampfgetriebene Traktoren und Zugmaschinen her. Ein bekannter Mitarbeiter dieses Unternehmens war von 1862 an der deutsche Ingenieur und spätere Schriftsteller Max Eyth. Eyth reiste im Auftrag Fowlers nach Ägypten und verkaufte dort dem Onkel des Vizekönigs mehrere Fowler-Dampfpflugsätze, sowie Dampfpumpen, die die Arbeit der Wasserschöpfer übernahmen. Eyth kultivierte das gesamte Nildelta mit Fowlers Dampfpflügen und war in seinem Namen auch in den USA sowie in Osteuropa unterwegs.
Im Jahr 1924 begann die Produktion von dampfgetriebenen Lkw. Bis zur Produktionseinstellung wurden 117 Fahrzeuge produziert. Ursache für den geringen Erfolg waren technische Schwierigkeiten. Eine Ausnahme bildeten die Schlammsaugwagen, die auch später einen Großteil der Produktion von Fowler ausmachten. Wegen der kurzen Fahrstrecken zwischen den häufigen Halten konnten hier die Probleme der Dampfproduktion besser beherrscht werden. 1931 stellte Fowler den ersten Lkw mit Dieselmotor vor, einen Kurzhauber mit einer Nutzlast von 6/7 ton, kurze Zeit später einen Dreiachser mit 10/12 ton Nutzlast. Fahrerhaus und Motor unterschieden sich bei beiden Modellen nicht. Zum Einsatz kam ein selbstentwickelter Sechszylinder-Dieselmotor mit einer patentierten Kolbenform. Die Modelle waren jedoch am Markt nicht sonderlich erfolgreich, sodass Fowler die Produktion von Nutzfahrzeugen schon 1935 vollständig einstellte und sich auf die Produktion von Landmaschinen konzentrierte.
Im Jahr 1947 fusionierte Fowler mit Marshall, Sons & Co. aus Gainsborough zu Marshall-Fowler Ltd. In den Fowler-Fabriken wurden noch bis 1974 Fahrzeuge hergestellt. Stand 2024 ist die Marshall-Fowler Group im Maschinenbau tätig.

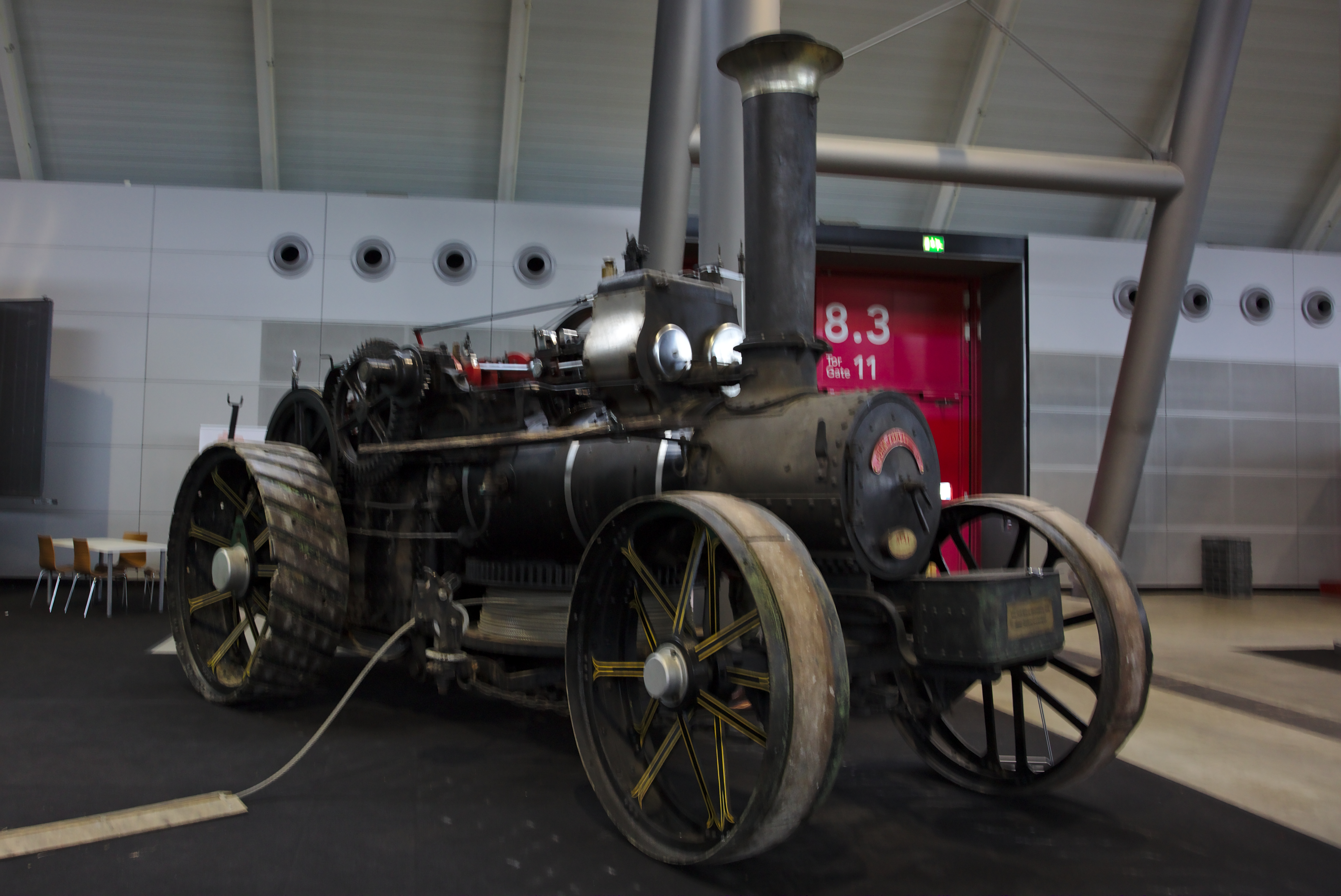
Lokomobile für einen Dampfpflug auf den Retro Classics 2018 (Bj. 1909)
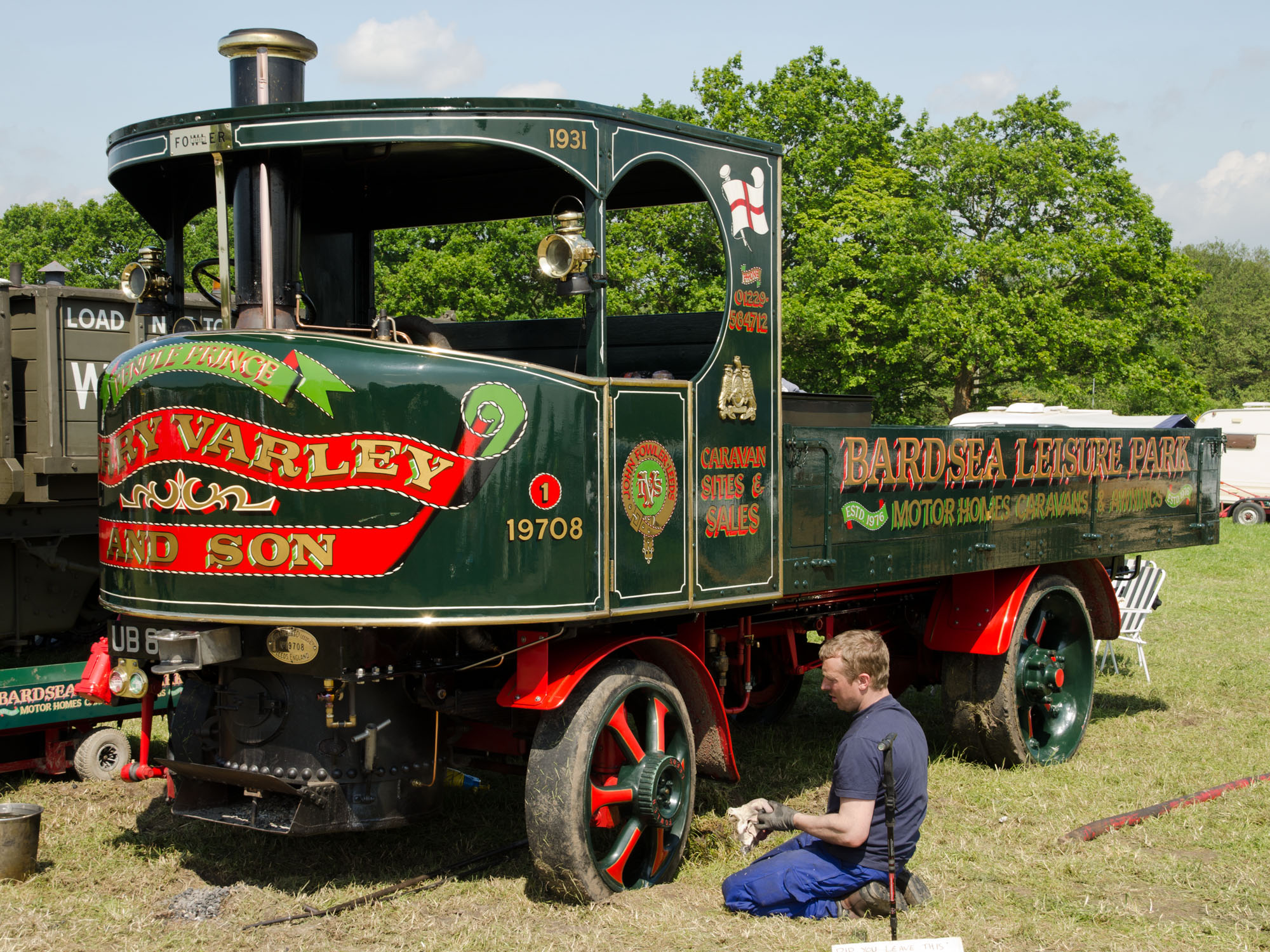
Dampfgetriebener Fowler-LKW
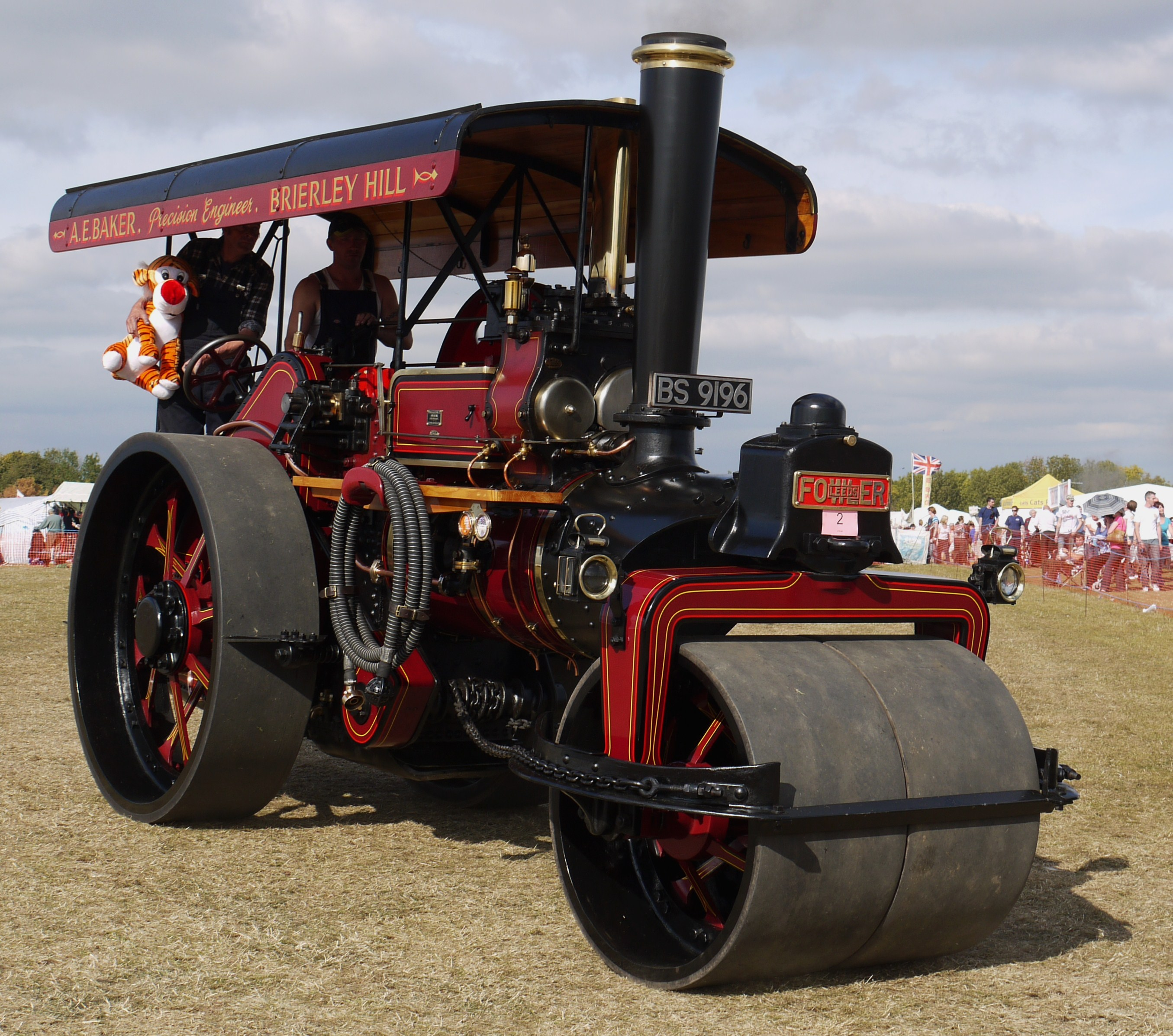
Dampfwalze
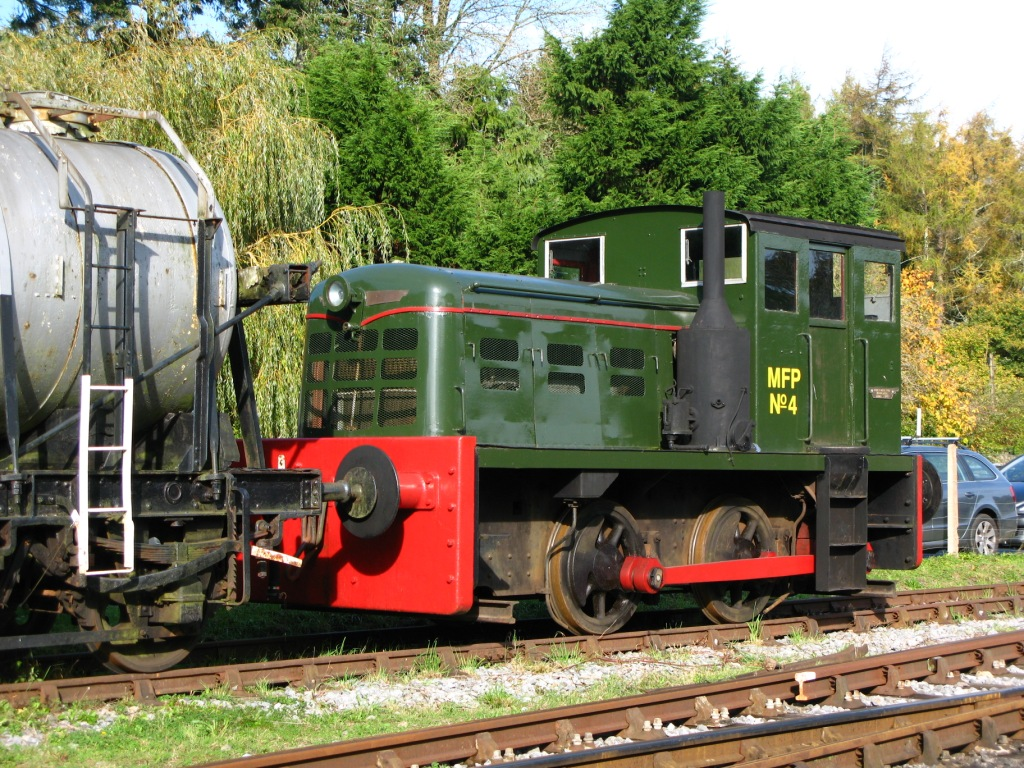
Diesel-Lokomotive (Bj. 1958)